# Yun (Street Fighter)
Yun è un personaggio della serie videoludica Street Fighter.

## Storia e descrizione
Yun Lee è il fratello gemello di Yang, nonché allievo di Gen, il quale ha insegnato loro l'arte del Kung Fu. Gen è stato anche il maestro di Chun-Li, considerata quindi da loro una specie di "zia".
Risiedenti in Hong Kong, entrambi i fratelli vengono considerati i protettori della città e sono proprietari di un famoso ristorante, in cui lavorano. Yun partecipa al torneo di Street Fighter per testare le sue abilità e per sconfiggere Gill, il capo della setta degli Illuminati.
In Super Street Fighter IV Arcade Edition (ambientato precedentemente rispetto al terzo capitolo), dopo la partenza di Chun-Li, parte a sua volta in compagnia del fratello, mosso dalla curiosità di scoprire verso quale avventura sta viaggiando la ragazza.
Nel suo filmato finale in Street Fighter III: Third Strike, lo si vede imprecare contro il dio Gill per fargli rendere conto che le sue idee sono da criminale e gli dice di lasciare in pace la loro città e così tutto il resto della popolazione.
Suo fratello Yang gli è rivale, e il fatto di non riuscire a superarlo crea in lui un senso d'inferiorità. Difatti nel dialogo d'intermezzo di Yang nella modalità Arcade che avviene prima del combattimento, si legge che vorrebbe sfidarlo per testare solo i suoi miglioramenti, ma in realtà vorrebbe batterlo per essere considerato il più forte tra i due.
In tutte le serie (escludendo SFIII e SSFIV: AE) Yang fa da partner a Yun in determinate situazioni durante i combattimenti (quali Super Moves e Special combos).
Nei loro rispettivi filmati, dopo aver sconfitto Gill, tornano a casa da Houmei e Shaomei, due sorelle che lavorano con loro al ristorante, le quali covano dell'amore nei loro confronti.
Yun e Yang inoltre appaiono nel filmato introduttivo di Chun-Li in Street Fighter IV, per poi essere stati aggiunti come personaggi giocabili nell'aggiornamento Super Street Fighter IV Arcade Edition.

## Aspetto e carattere
Il suo simbolo di riconoscimento è il suo amato capello blu, dal quale non si separa mai. Indossa un abito cinese con bottoni ocra, uguale a quello del fratello tranne che per il colore (bianco il suo, rosso quello di Yang), dei larghi pantaloni neri e delle scarpe da ginnastica del medesimo colore. Ama andare sullo skateboard e fare ironia, inoltre è abbastanza presuntuoso e molto sicuro di sé.

## Comparse
Appare nei seguenti titoli:
- Street Fighter III (New Generation, Second Impact, Third Strike)
- Street Fighter Alpha 3 Max
- Capcom VS Snk 2
- Capcom Fighting Evolution
- Super Street Fighter IV Arcade Edition

## Attacchi
Le mosse speciali di Yun sono:
- You Hou (Super Art 1 in Street Fighter III: 3rd Strike; Ultra Combo 1 in Super Street Fighter IV: Arcade Edition)
- Sourai Rengeki (Super Art 2 in Street Fighter III: 3rd Strike; Ultra Combo 2 in Super Street Fighter IV: Arcade Edition)
- Genei Jin (Super Art 3 in Street Fighter III: 3rd Strike; Super Combo in Super Street Fighter IV: Arcade Edition)
La sua mossa caratteristica, oltre che la più famosa, è il Genei Jin, che gli permette per un tempo limitato di effettuare combo altrimenti impossibili e di muoversi molto velocemente acquistando un'aura verde acqua che lascia una scia durante i suoi movimenti.

## Curiosità
- Yun è esteticamente ispirato allo skater Kien Lieu e al personaggio Duo Maxwell dell'anime Gundam Wing